# LMC N49
LMC N49, eller N49 är en supernovarest i Stora magellanska molnet i stjärnbilden Svärdfisken, den ljusstarkaste som astronomerna känner till i satellitgalaxen. LMC N49 befinner sig på ett avstånd av ungefär 160 000 ljusår från solsystemet och har uppskattats vara resterna från en supernovaexplosion för ungefär 5 000 år sedan.